# Charlotte Lorenzen
Charlotte Lorenzen (* 3. Mai 2002, vollständiger Name Charlotte Louise Lorenzen) ist eine deutsche Schauspielerin.

## Karriere
Charlotte Lorenzen erhielt von 2011 bis 2015 in der Jugendschauspielschule Scaramouche Academy, Wiesbaden, ihren ersten Schauspielunterricht.
Bereits im Alter von elf Jahren stand sie für ein Musikvideo sowie für eine Nebenrolle in dem Fernsehfilm Die Auserwählten vor der Kamera. Nach Auftritten in mehreren Kurzfilmen und Werbespots spielte sie 2015 in dem vielfach ausgezeichneten Fernsehfilm Kästner und der kleine Dienstag die Schwester von Hans Albrecht Löhr.
In der Folge war sie in verschiedenen Fernsehserien zu sehen (überwiegend in Krimis), teilweise in Episodenhauptrollen. 2018 spielte sie in Tatort: Querschläger ein lebensgefährlich erkranktes Mädchen, deren Vater aus Verzweiflung und aus Liebe zu seiner Tochter zum Verbrecher wird.
Für ihre Rolle in dem Kurzfilm Accept (Uraufführung bei den 54. Internationalen Hofer Filmtagen 2020) wurde Lorenzen im Januar 2021 als eine von drei Schauspielerinnen für den Rome Prisma Independent Film Award als beste weibliche Hauptdarstellerin nominiert.
Neben ihren Filmrollen wirkte sie auch in verschiedenen Bühnenaufführungen mit, etwa 2014/2015 am Jungen Staatstheater Wiesbaden in dem Stück Welt, steh uns offen oder einer muss dran glauben nach dem Roman Jugend ohne Gott von Ödön von Horváth.

## Filmographie (Auswahl)

### Kinofilme
- 2014: Silent Cat (Kurzfilm)
- 2017: Eure Kinder (Kurzfilm / Musikfilm)
- 2019: Accept (Kurzfilm)
- 2019: Partynation (Regie: Felicitas Korn)
- 2020: Blót - Zwischen den Welten (Kurzfilm / Imagefilm für das Keltendorf Mitterkirchen[7])

### Fernsehen
- 2013: Die Auserwählten (Fernsehfilm)
- 2015: Kästner und der kleine Dienstag (Fernsehfilm)
- 2016: SOKO Köln - Fernsehserie (Folge: Die Zeit heilt keine Wunden / 90-Minuten-Special)
- 2018: Rentnercops - Fernsehserie (Folge: Mehr Druck)
- 2018: Der Staatsanwalt - Fernsehserie (Folge: Ein zweites Leben)
- 2018: Tatort: Querschläger
- 2019: Notruf Hafenkante - Fernsehserie (Folge: Wackeldackel)
- 2020: Bettys Diagnose - Fernsehserie (Folge: Plan B)
- 2021: Charlotte Link – Die Suche
- 2022: Fritzie – Der Himmel muss warten – Fernsehserie
- 2022: Tatort: Spur des Blutes (Fernsehreihe)
- 2022: In aller Freundschaft – Die jungen Ärzte – Fernsehserie (Folge Ohne Garantie)
- 2023: Die Toten vom Bodensee – Nemesis (Fernsehreihe)
- 2024: Der Staatsanwalt - Fernsehserie (Folge: Tod eines Rebellen)
- 2024: Die Eifelpraxis – Freiheit zu leben (Fernsehreihe)
- 2025: SOKO Leipzig: Nur ein Foto (Fernsehserie)

### Sonstiges
- 2013: Time to go (Musikvideo)
- 2014: Gefühlswelten (Werbefilm - Weltbild)
- 2014: Camouflage (Werbefilm - JAB Anstoetz) (bei den Cannes Corporate Media & TV Awards 2015 mit einem Goldenen Delphin ausgezeichnet[8])

## Preise und Auszeichnungen
- 2021: Nominierung für den Rome Prisma Independent Film Award als beste weibliche Hauptdarstellerin
- 2021: Gewinnerin des Student Film Award als beste weibliche Hauptdarstellerin[9]